# Fontaine de Sermange
Ne pas confondre avec un autre monument historique situé à proximité : la fontaine du lavoir de Sermange.
La grande fontaine de Sermange est une fontaine publique semi-circulaire à quatre colonnes de style néo-classique. Monument historique classé, elle est située sur la commune de Sermange, dans le département français du Jura, en région Bourgogne-Franche-Comté.

## Histoire
La grande fontaine à colonnes date du XVIIIe siècle. Elle est attribuée à l’architecte Antoine-Louis Attiret assisté du sculpteur Claude-François Attiret. Comme la fontaine d’Arans à Dole, construite par le même architecte, elle présente des colonnes baguées ornées de congélations, imitant des glaçons. L'édifice comprenait initialement un puisard, un abreuvoir et un lavoir ; seul  le pavillon de source subsiste. Doté d'une entrée néo-classique aux colonnes sculptées, il est surmonté d'une croix. 
La fontaine  est classée au titre des monuments historiques en 1970. Elle ne doit pas être confondue avec la fontaine du lavoir, située à l'extérieur du village et inscrite aux monuments historiques en 1941.

## Restauration
Une restauration a eu lieu en 1982, mais le linteau du fronton, construit en pierres gélives, s'est dégradé à la fin des années 2000, et des  désordres sont apparus dans la jointure des pierres de toiture. Le danger de chutes de pierres a conduit la municipalité à envisager des travaux de mise en sécurité. Un diagnostic a également révélé la nécessité de renforcements importants en sous-œuvre, afin de stabiliser l'édifice construit sur un terrain argileux sujet au phénomène de retrait-gonflement.
La Fondation du patrimoine a présenté le dossier à la Mission Patrimoine (Patrimoine en péril) en mettant en valeur la partie historique du bâtiment. En septembre 2020, la commune a été retenue avec 100 autres pour l'attribution des crédits nécessaires : 60 000 €. Les travaux de restauration ont été effectués en 2021.

## Galerie

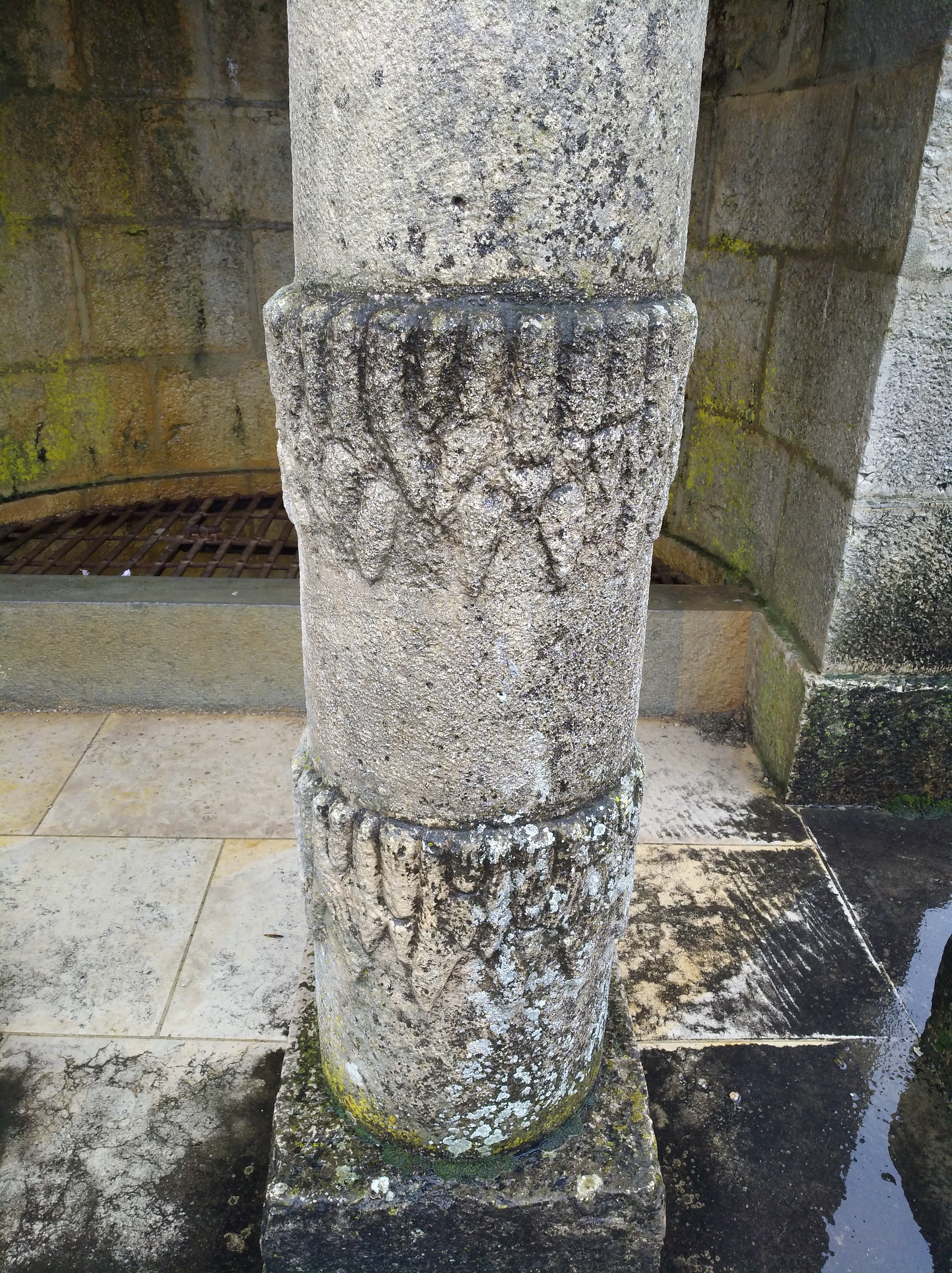
Gros plan sur l'une des quatre colonnes.
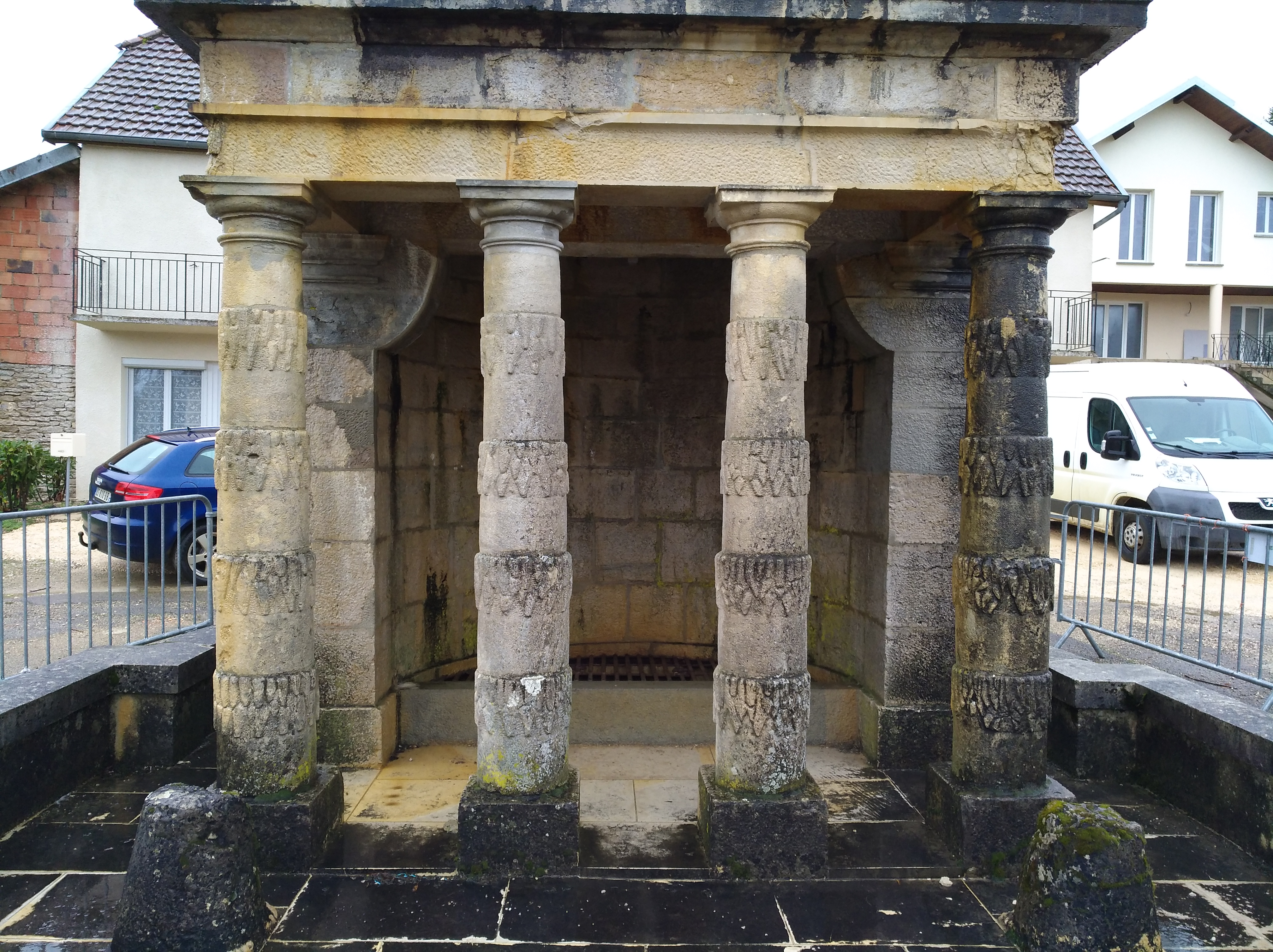